# High Tide (film 1918)
High Tide è un film muto del 1918 diretto da Gilbert P. Hamilton. Prodotto e distribuito dalla Triangle, aveva come interpreti Harry Mestayer, Marie Pavis, Jean Calhoun, Frederick Vroom.

## Trama
Hudson Newbrook, famoso scrittore, conduce una vita disordinata che lo porta a contrarre una malattia ai polmoni. Un giorno, in un locale del Greenwich Village, conosce Barbara Edwards, un'elegante signora che aspira a diventare scrittrice. I due si innamorano, con grande dolore della fidanzata di Hudson, Polly Staire.
Recatosi nel New England, a casa di Barbara, per chiederle la mano, Hudson rivede la propria decisione: dopo avere consultato un medico a causa della sua tosse persistente, quest'ultimo gli annuncia che, in caso di matrimonio, anche gli eventuali figli contrarrebbero la stessa malattia. Dopo avere scoperto che anche Polly soffre dei suoi stessi sintomi, risolve di ritornare da lei, per condividere con la donna che lo ama lo stesso destino.

## Produzione
Il film fu prodotto dalla Triangle Film Corporation.

## Distribuzione
Distribuito dalla Triangle Distributing, il film uscì nelle sale cinematografiche statunitensi il 18 agosto 1918.
Non si conoscono copie ancora esistenti della pellicola che viene considerata presumibilmente perduta.